# Komerční fotografie
Komerční fotografie by se zřejmě dala nejlépe definovat jako fotografie, u níž je její umělecká hodnota stojí na nižším místě než fakt, že za ní její autor dostane honorář – zadavatel platí buď za negativ, kopie, u digitální fotografie výsledek v elektronické nebo tištěné podobě a nebo si najme fotografa jako takového. Do této definice spadají i běžně velko i maloobchodně prodávané fotografické kopie.

## Obory komerční fotografie
Komerční fotografie zahrnuje též obory jako:
- reklamní fotografie
- módní fotografie a glamour
- policejní fotografie z místa činu
- portrétní fotografie
- svatební fotografie
- redakční fotografie (v angličtině editorial photography)
  - novinářská fotografie
  - paparazzi
- fotografie zátiší (still life photography)
- fotografie krajiny
- fotografie divoké přírody (wildlife photography), která ukazuje život zvířat v jejich přirozeném prostředí
- fotografie jídla

## Platba za komerční fotografii
Trh pro fotografické služby demonstruje aforismus „obrázek řekne víc než tisíc slov“, jež má zajímavý základ v historii fotografie. Časopisy a noviny, společnosti budující webové stránky, reklamní agentury a jiné skupiny jsou subjektem mající zájem a kupujícím komerční fotografii.
Mnoho lidí, kromě seberealizace, fotografuje pro peníze. Organizace potřebující komerční fotografie a disponující k tomu určeným rozpočtem mají několik možností: mohou najmout fotografa přímo, zorganizovat veřejnou zakázku nebo koupit si práva na použití již existujících fotografií. Ty organizují fotobanky, etablované a velké archivy jako Getty Images či Corbis, menší agentury jako Fotolia, nebo on-line fotografické „trhy“ jako Cutcaster. Tyto organizace běžně nabízejí své fotografie na dobu neurčitou, ale je možno si připlatit (poměrně vyšší částku) za exkluzivitu – v takovém případě nebude vybraná fotografie po určité období nabízena jiným zákazníkům.